# Kantoorgangers
Kantoorgangers is een beeldengroep in de Schalk Burgerstraat in Amsterdam-Oost.
De beelden werden ontworpen nadat het Woningbedrijf Amsterdam een complex met woningen van Jan Gratama aan die straat had gerenoveerd. De renovatie en samenvoeging van kleine woningen moesten er toe leiden dat de buurt een beter aanzien kreeg na een periode van kleine misdaad en vandalisme. De opdracht tot meer kunst in de wijk werd verleend aan Elisa van Schie en Martin Takken. Zij kwamen met twaalf bronzen beeldjes met forenzende kantoormannen, die dag-in-dag-uit dezelfde route afleggen tussen woning en kantoor. De kunstenaars probeerden duidelijk te maken dat werken in de eigen omgeving ook voldoening kan geven. In de periode van renovatie waren namelijk een aantal bedrijfsunits ontstaan, woon-/werkplaatsen. De beeldjes van sjouwende kantoorgangers zijn verdeeld over de volledige lengte van de gevelwand aan de even zijde van de Schalk Burgerstraat te zien nabij de lijst tussen begane grond en eerste etage. Bij Schalk Burgerstraat 2 verdwijnen ze uit zicht. De beeldjes aldaar vallen in het niet achter het Monument tegen apartheid en racisme van Pépé Grégoire.